# Società Ginnastica Gallaratese 1931-1932
Questa voce raccoglie le informazioni riguardanti la Società Ginnastica Gallaratese nelle competizioni ufficiali della stagione 1931-1932.

## Rosa
| N. |                   | Ruolo | Calciatore            |
| -- | ----------------- | ----- | --------------------- |
|    | Italia (bandiera) | C     | Antonio Bernacchi     |
|    | Italia (bandiera) | D     | Renato Bossi          |
|    | Italia (bandiera) | A     | Giuseppe Chierichetti |
|    | Italia (bandiera) | A     | Bruno Colombo         |
|    | Italia (bandiera) | D     | Fabio Del Bianco      |
|    | Italia (bandiera) | P     | Gino Favini           |
|    | Italia (bandiera) | P     | Luciano Ferrario      |
|    | Italia (bandiera) | D     | Candido Ferrero       |
|    | Italia (bandiera) | C     | Carlo Ferrero         |
|    | Italia (bandiera) | D     | Giordano Galli        |
|    | Italia (bandiera) | D     | Garzonio              |
|    | Italia (bandiera) | A     | Alessandro Lattuada   |

| N. |                   | Ruolo | Calciatore         |
| -- | ----------------- | ----- | ------------------ |
|    | Italia (bandiera) | A     | Attilio Leva (III) |
|    | Italia (bandiera) | A     | Mario Lovetti      |
|    | Italia (bandiera) | A     | Natale Luoni       |
|    | Italia (bandiera) | C     | Luigi Milani       |
|    | Italia (bandiera) | C     | Carlo Morosi       |
|    | Italia (bandiera) | A     | Pietro Ramazzi     |
|    | Italia (bandiera) | C     | Scandroglio        |
|    | Italia (bandiera) | A     | Semai              |
|    | Italia (bandiera) | D     | Fabio Storchi      |
|    | Italia (bandiera) | D     | Giancarlo Trotti   |
|    | Italia (bandiera) | C     | Mario Uslenghi     |